# Carex ebenea
Carex ebenea là một loài thực vật có hoa trong họ Cói. Loài này được Rydb. mô tả khoa học đầu tiên năm 1901.